# Ludwig Beck
Ludwig August Theodor Beck, född 29 juni 1880 i Biebrich, död 20 juli 1944 i Berlin, var en tysk militär, generalöverste 1 november 1938. Han är mest känd för att han var en av de ledande motståndsmännen mot nazisterna inom den tyska militären.

## Tiden fram till Hitlers maktövertagande
Efter studentexamen 1898 gick Beck in vid den preussiska armén. Han började i 15:e preussiska fältartilleriregementet, genomgick generalstabsutbildning mellan oktober 1908 och juli 1911 och befordrades till kapten den 1 oktober 1913. Under första världskriget hade han som generalstabsofficer olika uppdrag på västfronten. Efter krigets slut anställdes han 1919 i Tysklands rikshär (Reichsheer), den reducerade armé som freden i Versailles tillät och som fram till 1935 ingick i Tysklands riksvärn (Reichswehr). 
Under åren 1931–1933 skrev Beck tillsammans med Karl-Heinrich von Stülpnagel en handbok i taktik, T.F. eller Die Truppenführung, som blev en av de mest berömda tyska militära skrifterna.

## Tiden 1933-1938 som chef för arméns generalstab
Beck utnämndes 1 oktober 1933 till chef för Truppenamt (Chef des Truppenamtes im Reichswehrministerium), det vill säga till chef för den tyska arméns dåvarande motsvarighet till generalstab. 
När Reichswehr övergick i Wehrmacht, som sedan var Tysklands försvarsmakt fram till andra världskrigets slut, blev Beck 1 juli 1935 chef för arméns generalstab och general av artilleriet 1 oktober samma år. Oberkommando des Heeres (OKH) infördes från 1 november 1936 som benämning på den högsta förvaltnings- och befälsmyndigheten inom den tyska armén och arméns generalstab var en del av detta överkommando. I ett memorandum skrivet 1937 kritiserade han Adolf Hitlers beslut att så snart som möjligt angripa Tjeckoslovakien. Han förespråkade visserligen ett angrepp, men ville skjuta upp det till 1940. År 1938 försökte Beck bland generalerna organisera ett gemensamt handlande riktat mot Hitlers krigsplaner och förberedde att avsätta Hitler i händelse av att krig skulle bryta ut med Tjeckoslovakien. Genom Münchenöverenskommelsen 1938 mellan stormakterna bröt emellertid aldrig några stridigheter ut. 
Beck avgick som chef för arméns generalstab den 27 augusti 1938, var befälhavare för 1:a armén 1–30 september och pensionerades 31 oktober 1938 med graden generalöverste. Han var den ende tyske general, som frivilligt avgick under den nazistiska regimens tid. 

## Tiden 1939-1944 i opposition mot Hitlerregimen
De följande åren engagerade sig Beck i motståndet mot nazismen och blev tillsammans med Carl Goerdeler en av motståndets centralfigurer. Hans opposition mot Hitlerregimen riktade sig inte mot att den var auktoritär utan mot dess maktmissbruk. Han deltog aktivt i attentatsförsöket 1944 mot Adolf Hitler och det var tänkt att han skulle bli Tysklands riksföreståndare (Reichsverweser) och överbefälhavare för krigsmakten (Wehrmacht). När han fick kännedom om attentatets misslyckande, ville han ta sitt liv. Två gånger försökte han förgäves att skjuta sig med sin pistol. Generalöverste Friedrich Fromm befallde då en officer att skjuta honom, men när officeren vägrade, sköt en underofficer Beck i ett angränsande rum.

## Populärkultur
I filmen Valkyria från 2008 porträtteras Ludwig Beck av Terence Stamp.

## Befordringar
| Datum             | Tjänstegrad            |
| ----------------- | ---------------------- |
| 8 oktober 1898    | Fänrik                 |
| 18 augusti 1899   | Löjtnant               |
| 17 september 1909 | Överlöjtnant           |
| 1 oktober 1913    | Kapten                 |
| 18 april 1918     | Major                  |
| 15 april 1925     | Överstelöjtnant        |
| 1 november 1927   | Överste                |
| 1 februari 1931   | Generalmajor           |
| 1 december 1932   | Generallöjtnant        |
| 1 oktober 1935    | General av artilleriet |
| 1 november 1938   | Generalöverste         |